# Lastovo (naselje)
Lastovo je naselje na istoimenskem otoku (Hrvaška) in središče občine Lastovo.
Lastovo je glavno in največje naselje na otoku z okoli 500 prebivalci (v 20. in 30. letih do začetka 50. let 20. stoletja jih je imel približno 1500). Naselje leži na strmem pobočju na severovzhodnem delu otoka. Na griču nad naseljem stoji trdnjava Glavica od koder je izreden pogled na vzhodni del otoka in na otok Korčulo. Trdnjavo so postavili Francozi v času Napoleonovih Ilirskih provinc, tam je tudi meteorološka postaja.
Sedaj je v naselju precej praznih hiš in nekaj zanimivih starih cerkva, najstarejši spomenik sakralne arhitekture so ruševine romanske cerkev sv. Ivana in župnijska cerkev sv. Kuzme in Damjana postavljena 1473.
Od starih običajev prizadevno ohranjeno pustne, ki spadajo med najbolj slikovite v Dalmaciji. Zanimiva je tudi narodna noša, ki se nosi ob posebnih svečanostih.
Najboljši pristan za naselje je v zalivu Zaklopatica, ki leži zahodno od naselja Lastovo. Pristan z zaselkom, v katerem živi okoli 60 prebivalcev, je zavarovan pred vsemi vetrovi, razen pred burjo.
Na obali pod naseljem je v zalivu Lučica (tudi zaliv Sv. Mihajlo) manjši zaselek s pristanom, ki pa je odprt vsem severnim vetrovom. V pristanu je splavna drča. V zaselu živi okolo 20 prebivalcev.

## Demografija
| Pregled števila prebivalcev po letih | Pregled števila prebivalcev po letih | Pregled števila prebivalcev po letih | Pregled števila prebivalcev po letih | Pregled števila prebivalcev po letih | Pregled števila prebivalcev po letih | Pregled števila prebivalcev po letih | Pregled števila prebivalcev po letih | Pregled števila prebivalcev po letih | Pregled števila prebivalcev po letih | Pregled števila prebivalcev po letih | Pregled števila prebivalcev po letih | Pregled števila prebivalcev po letih | Pregled števila prebivalcev po letih | Pregled števila prebivalcev po letih |
| ------------------------------------ | ------------------------------------ | ------------------------------------ | ------------------------------------ | ------------------------------------ | ------------------------------------ | ------------------------------------ | ------------------------------------ | ------------------------------------ | ------------------------------------ | ------------------------------------ | ------------------------------------ | ------------------------------------ | ------------------------------------ | ------------------------------------ |
| 1857                                 | 1869                                 | 1880                                 | 1890                                 | 1900                                 | 1910                                 | 1921                                 | 1931                                 | 1948                                 | 1953                                 | 1961                                 | 1971                                 | 1981                                 | 1991                                 | 2001                                 |
| 1148                                 | 1042                                 | 1033                                 | 1226                                 | 1384                                 | 1388                                 | 1558                                 | 1622                                 | 1562                                 | 1406                                 | 1238                                 | 984                                  | 621                                  | 734                                  | 451                                  |